# 滕文公
滕文公，中国戰國时代滕國的國君，公元前326年繼位，滕國諸君中史書記載最多的國君。 其崇尚孟子之學，為太子時，曾在宋國見孟子，曾向其請教治國之策，並按照孟子“政在得民的”主張，效法先王，施行善政，實行善教，政績卓著。儒家經典《孟子》中有較多記載。
死後由兒子滕元公繼位。
| 前任： 滕定公 | 戰國滕國君主 前326年─？ | 繼任： 滕元公 |

## 參看
- 滕國
- 滕州
- 孟子